# Best-Of: Design of a Decade 2003–2013
Pour les articles homonymes, voir Best of.
Albums de Anggun
Échos
(2011)
Compilations par Anggun
Best Of
(2006)
Best-Of: Design of a Decade 2003–2013 est la 3e compilation indonésienne d'Anggun, paru le 10 mai 2013.

## Liste des titres
| 1.  | Jadi Miliku (Crazy)                         | Anggun, Wealstarr                           | 4:18 |
| 2.  | Saviour (Cesse la pluie)                    | Anggun, Evelyne Kral, Frédéric Jaffré       | 3:58 |
| 3.  | Buy Me Happiness                            | Anggun, Vincent Baguian, Pilot, Rousseau    | 3:11 |
| 4.  | Stronger (feat. Big Ali)                    | Anggun, Jmi Sissoko, Tefa, Masta            | 3:32 |
| 5.  | My Man (feat. Pras Michel)                  | Anggun, Pras Michel, Jmi Sissoko, Stromae   | 3:39 |
| 6.  | Hanyalah Cinta (Mon meilleur amour)         | Anggun, Marie Bastide, Gioacchino Maurici   | 4:04 |
| 7.  | Echo (You and I) (version anglaise)         | Anggun, Jean-Pierre Pilot, William Rousseau | 3:03 |
| 8.  | Sebelum Berhenti (Seize the Moment)         | Anggun, Denis Clavaud, Jmi Sissoko          | 4:23 |
| 9.  | Lie to Me (Je partirai)                     | Anggun, Bastide, Christophe Cottin, Maurici | 4:20 |
| 10. | A Crime                                     | Anggun, David Hallyday                      | 3:55 |
| 11. | World                                       | Anggun, Tefa, Masta                         | 3:47 |
| 12. | Blind (avec Schiller)                       | Anggun, Christopher von Deylen              | 4:50 |
| 13. | Innocent Lies (avec Schiller)               | Anggun, Christopher von Deylen              | 4:37 |
| 14. | Snow on the Sahara (2013 Version Exclusive) | Erick Benzi, Nikki Matheson                 | 3:56 |
| 15. | Crazy (Tomer G. & Roi Tochner Remix)        | Anggun, Wealstarr                           | 4:11 |
| 16. | Saviour (Teetoff's Dance Remix)             | Anggun, Evelyne Kral, Frédéric Jaffré       | 3:50 |
| 17. | Echo (You and I) (Hakimakli Radio Edit)     | Anggun, Jean-Pierre Pilot, William Rousseau | 3:50 |